# Leichtathletik-Europameisterschaften 1994/800 m der Frauen

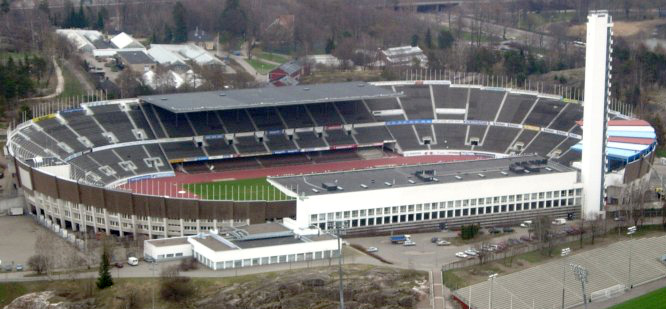
Das Olympiastadion von Helsinki im Jahr 2005

Der 800-Meter-Lauf der Frauen bei den Leichtathletik-Europameisterschaften 1994 wurde vom 7. bis 10. August 1994 im Olympiastadion der finnischen Hauptstadt Helsinki ausgetragen.
Mit Gold und Bronze errangen die russischen Läuferinnen in diesem Wettbewerb zwei Medaillen. Europameisterin wurde Ljubow Gurina. Sie gewann vor der Belarussin Natallja Duchnowa. Bronze ging an Ljudmila Rogatschowa.

## Bestehende Rekorde
| Weltrekord           | 1:53,28 min | Jarmila Kratochvílová | München, BR Deutschland | 26. Juli 1983     |
| Europarekord         | 1:53,28 min | Jarmila Kratochvílová | München, BR Deutschland | 26. Juli 1983     |
| Meisterschaftsrekord | 1:55,41 min | Olga Minejewa         | EM Athen, Griechenland  | 8. September 1982 |

Der bestehende EM-Rekord wurde bei diesen Europameisterschaften nicht erreicht. Die schnellste Zeit erzielte die russische Europameisterin Ljubow Gurina im Finale mit 1:58,55 min, womit sie 3,14 s über dem Rekord blieb. Zum Welt- und Europarekord fehlten ihr 5,27 s.

## Legende
| DNS | nicht am Start (did not start) |

## Vorrunde
7. August 1994
Die Vorrunde wurde in drei Läufen durchgeführt. Die ersten vier Athletinnen pro Lauf – hellblau unterlegt – sowie die darüber hinaus vier zeitschnellsten Läuferinnen – hellgrün unterlegt – qualifizierten sich für das Halbfinale.

### Vorlauf 1

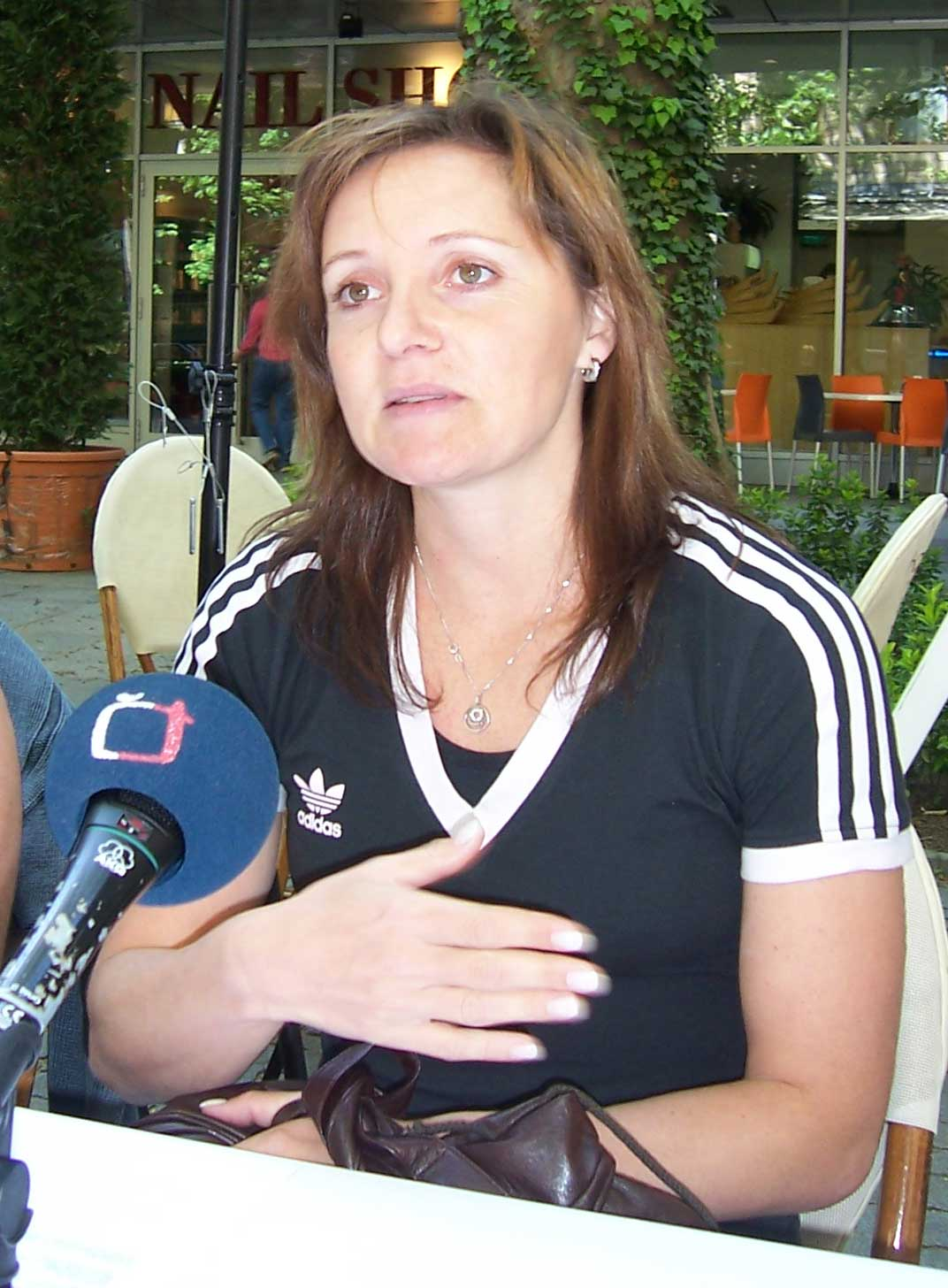
Rang sechs im ersten Vorlauf reichte Ludmila Formanová nicht für die Halbfinalqualifikation

| Platz | Name              | Nation         | Zeit (min) |
| ----- | ----------------- | -------------- | ---------- |
| 1     | Natallja Duchnowa | Belarus        | 2:04,49    |
| 2     | Irina Samorokowa  | Russland       | 2:04,52    |
| 3     | Diane Modahl      | Großbritannien | 2:04,56    |
| 4     | Małgorzata Rydz   | Polen          | 2:04,57    |
| 5     | Ester Goossens    | Niederlande    | 2:04,96    |
| 6     | Ludmila Formanová | Tschechien     | 2:05,25    |
| 7     | Satu Jaaskelainen | Finnland       | 2:08,38    |
| 8     | Aisling Molloy    | Irland         | 2:08,46    |

### Vorlauf 2
| Platz | Name             | Nation         | Zeit (min) |
| ----- | ---------------- | -------------- | ---------- |
| 1     | Carla Sacramento | Portugal       | 2:01,86    |
| 2     | Ljubow Gurina    | Russland       | 2:01,87    |
| 3     | Maria Akraka     | Schweden       | 2:01,91    |
| 4     | Kati Kovacs      | Deutschland    | 2:02,04    |
| 5     | Karen Gydesen    | Dänemark       | 2:02,05    |
| 6     | Anna Brzesinska  | Polen          | 2:02,10    |
| 7     | Ann Griffiths    | Großbritannien | 2:02,42    |
| DNS   | Ellen van Langen | Niederlande    |            |

### Vorlauf 3
| Platz | Name                 | Nation         | Zeit (min) |
| ----- | -------------------- | -------------- | ---------- |
| 1     | Patricia Djaté       | Frankreich     | 2:02,19    |
| 2     | Ljudmila Rogatschowa | Russland       | 2:02,74    |
| 3     | Stella Jongmans      | Niederlande    | 2:02,85    |
| 4     | Christine Wachtel    | Deutschland    | 2:03,13    |
| 5     | Malin Ewerlof        | Schweden       | 2:03,19    |
| 6     | Yelena Zavadskaya    | Ukraine        | 2:03,20    |
| 7     | Marjo Piipponen      | Finnland       | 2:04,81    |
| DNS   | Sonya Bowyer         | Großbritannien |            |

## Halbfinale
8. August 1994
In den beiden Halbfinalläufen war vorgesehen, dass sich die jeweils ersten vier Athletinnen – hellblau unterlegt – für das Finale qualifizieren. Im ersten Vorlauf belegten zwei Läuferinnen zeitgleich den gemeinsamen vierten Platz, die beide für das Finale zugelassen wurden, sodass neun Mittelstrecklerinnen den zwei Tage später durchgeführten Endlauf bestritten.

### Lauf 1

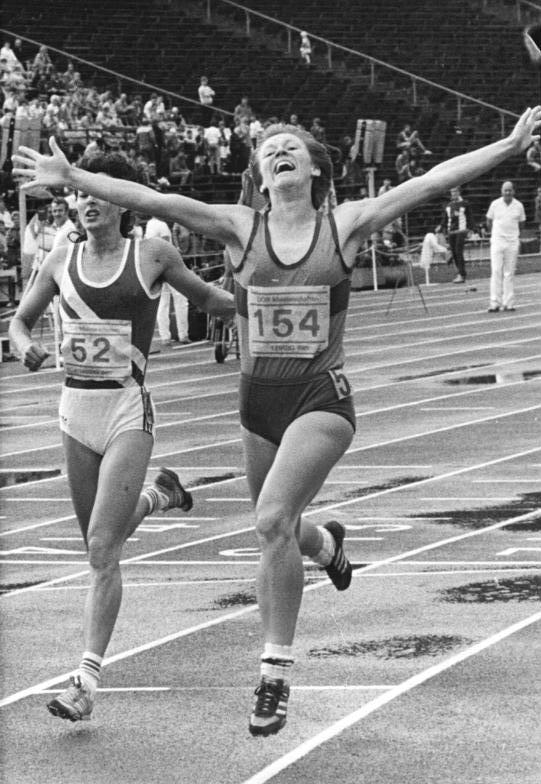
Die Vizeeuropameisterin von 1990 und Olympiazweite von 1988  Christine Wachtel schied im Halbfinale aus
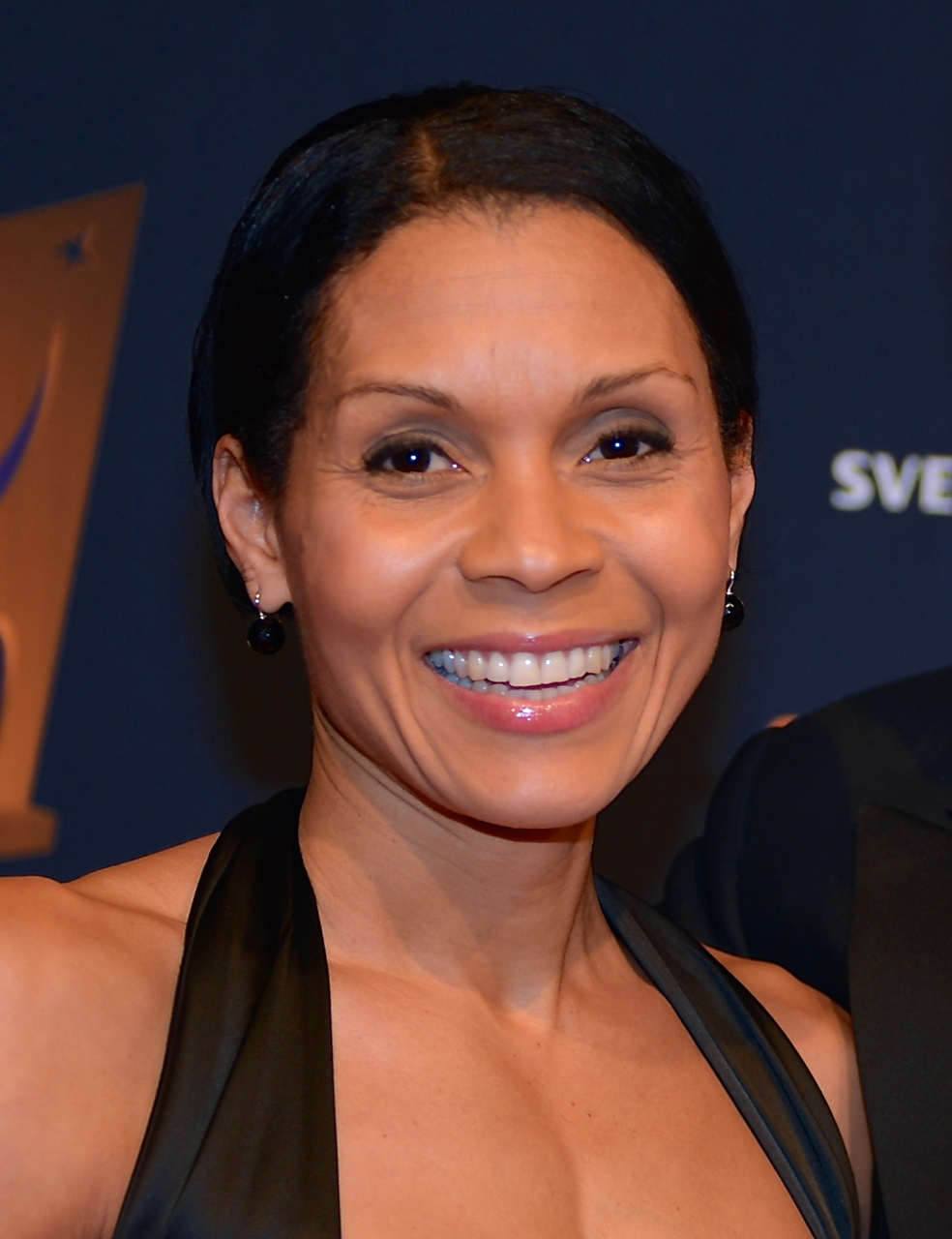
Maria Akraka reichte ihr siebter Rang im ersten Halbfinale nicht für die Finalteilnahme, vier Tage später wurde sie Zehnte über 1500 Meter

| Platz | Name                 | Nation         | Zeit (min) |
| ----- | -------------------- | -------------- | ---------- |
| 1     | Ljudmila Rogatschowa | Russland       | 2:00,93    |
| 2     | Natallja Duchnowa    | Belarus        | 2:01,09    |
| 3     | Ann Griffiths        | Großbritannien | 2:01,29    |
| 4     | Anna Brzesinska      | Polen          | 2:01,48    |
| 4     | Carla Sacramento     | Portugal       | 2:01,48    |
| 6     | Christine Wachtel    | Deutschland    | 2:01,84    |
| 7     | Maria Akraka         | Schweden       | 2:02,04    |
| 8     | Karen Gydesen        | Dänemark       | 2:02,16    |

### Lauf 2

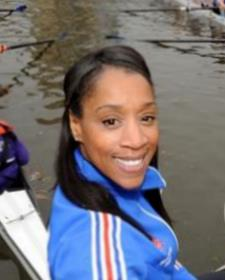
Für Diane Modahl, als Diane Edwards 1990 EM-Achte, war im Halbfinale Endstation

| Platz | Name             | Nation         | Zeit (min) |
| ----- | ---------------- | -------------- | ---------- |
| 1     | Ljubow Gurina    | Russland       | 2:00,77    |
| 2     | Patricia Djaté   | Frankreich     | 2:00,81    |
| 3     | Irina Samorokowa | Russland       | 2:00,81    |
| 4     | Małgorzata Rydz  | Polen          | 2:00,83    |
| 5     | Stella Jongmans  | Niederlande    | 2:01,55    |
| 6     | Diane Modahl     | Großbritannien | 2:02,18    |
| 7     | Malin Ewerlof    | Schweden       | 2:02,28    |
| 8     | Kati Kovacs      | Deutschland    | 2:03,54    |

## Finale
10. August 1994
| Platz | Name                 | Nation         | Zeit (min) |
| ----- | -------------------- | -------------- | ---------- |
| 1     | Ljubow Gurina        | Russland       | 1:58,55    |
| 2     | Natallja Duchnowa    | Belarus        | 1:58,55    |
| 3     | Ljudmila Rogatschowa | Russland       | 1:58,69    |
| 4     | Małgorzata Rydz      | Polen          | 1:59,12    |
| 5     | Ann Griffiths        | Großbritannien | 1:59,81    |
| 6     | Carla Sacramento     | Portugal       | 2:00,01    |
| 7     | Patricia Djaté       | Frankreich     | 2:00,34    |
| 8     | Anna Brzesinska      | Polen          | 2:00,41    |
| 9     | Irina Samorokowa     | Russland       | 2:11,50    |

## Videolinks
- 4877 European Track & Field 800m Women, www.youtube.com, abgerufen am 3. Januar 2023
- Women's 800m Final European Champs Helsinki 1994, www.youtube.com, abgerufen am 3. Januar 2023